# Mio-inosozna-2 dehidrataza
Mio-inosozna-2 dehidrataza (EC 4.2.1.44, inosozna 2,3-dehidrataza, ketoinozitolna dehidrataza, 2,4,6/3,5-pentahidroksicikloheksanon hidrolijaza) je enzim sa sistematskim imenom 2,4,6/3,5-pentahidroksicikloheksanon hidrolijaza (formira 3,5/4-trihidroksicikloheksa-1,2-dion). Ovaj enzim katalizuje sledeću hemijsku reakciju
2,4,6/3,5-pentahidroksicikloheksanon {\displaystyle \rightleftharpoons } 3,5/4-trihidroksicikloheksa-1,2-dion + H2O
Za dejstvo ovog enzima je neophodan Co2+ ili Mn2+.

## Literatura
- Nicholas C. Price; Lewis Stevens (1999). Fundamentals of Enzymology: The Cell and Molecular Biology of Catalytic Proteins (Third изд.). USA: Oxford University Press. ISBN 019850229X.
- Eric J. Toone (2006). Advances in Enzymology and Related Areas of Molecular Biology, Protein Evolution (Volume 75 изд.). Wiley-Interscience. ISBN 0471205036.
- Branden C; Tooze J. Introduction to Protein Structure. New York, NY: Garland Publishing. ISBN 0-8153-2305-0.
- Irwin H. Segel. Enzyme Kinetics: Behavior and Analysis of Rapid Equilibrium and Steady-State Enzyme Systems (Book 44 изд.). Wiley Classics Library. ISBN 0471303097.
- William P. Jencks (1987). Catalysis in Chemistry and Enzymology. Dover Publications. ISBN 0486654605.

## Spoljašnje veze
- Myo-inosose-2+dehydratase на 